# Josef Lampa
Josef Lampa (2. prosince 1893 Lipnik, Polsko – 25. dubna 1977 Ostrava) byl první český starosta Moravské Ostravy po skončení druhé světové války. Jeho funkční období trvalo jen tři týdny.

## Život
Pocházel z dělnické rodiny, která ke konci 19. století přišla z Haliče a usadila se v Heřmanicích. Se starším bratrem zde od roku 1900 do roku 1907 chodili na obecnou školu. Po ukončení školní docházky nastoupil Josef Lampa na jámu Ida v Hrušově. Pak pracoval v hrušovské První rakouské továrně na sodu. Roku 1914 odešel do Rourovny Alberta Hahna v Bohumíně, kde se vyučil strojníkem. Na vojnu byl odvelen v březnu 1916 a na Ostravsko se vrátil v listopadu 1918. V letech 1925–1938 byl správcem v družstvu Budoucnost, od roku 1940 do roku 1945 pracoval jako topič na ředitelství Vítkovických kamenouhelných dolů.

## Tělovýchova
Poté co se radikálním sociálním demokratům nepodařilo získat vedení ve Svazu dělnických tělocvičných jednot vznikla Federace dělnických tělocvičných jednot. Tuto organizaci pomáhal ovládnout i Josef Lampa, a tak vznikla Federace proletářské tělovýchovy. V roce 1929 byl zvolen za člena revizní komise okresní Jednoty proletářské tělovýchovy v Moravské Ostravě. V projevu v roce 1930 připomenul rozvrat dělnického tělovýchovného hnutí.

## Politická a agitační činnost
V roce 1910 vstoupil do sociálně-demokratické strany, později byl zvolen do krajského výboru. V roce 1921 stál u zrodu komunistické strany na Ostravsku a stal se jejím aktivním členem. 
Do čela Prozatímního národního výboru se dostal 2. května 1945. Podobně jako poválečná doba, i jeho uvedení do funkce bylo chaotické. Při prvním jednání byl dokonce vykázán na chodbu. Ačkoliv Lampovo jmenování bylo pouze provizorní, než se funkce ujme Josef Kotas, přesto se jako starosta s vervou ujal své práce. Mezi jeho denní povinnosti patřila návštěva policejního ředitelství a jednání s představiteli jiných institucí a organizací.
Dne 6. května 1945 se v Divadle Jiřího Myrona konala oslava osvobození města, kterou zahájil Josef Lampa. O týden později, 13. května 1945, se po kapitulaci Německa konalo slavnostní shromáždění před Novou radnicí, kde starosta nabádal obyvatele, aby drželi pospolu.
Prozatímní národní výbor ukončil svou činnost 22. května 1945, kdy jeho funkci převzal řádně ustanovený Městský národní výbor. V jeho čele stanul Josef Kotas. Josef Lampa měl původně vykonávat funkci pracovníka expozitury Zemského národního výboru. Lampa byl v červnu zvolen do rady a pověřen vedením průmyslové komise. Na všechny funkce rezignoval 8. listopadu 1945, neboť od 1. listopadu 1945 nastoupil do nově ustanovené expozitury Zemského národního výboru. Tam pracoval až do roku 1946. Pak působil v dolech jako referent kulturního oddělení sociálně-politické skupiny, posléze jako referent učňovského dorostu. Podílel se na náboru mladých pracovníků do hornictví a hutnictví (tzv. Lánská akce). Aktivně pracoval pro KSČ. V letech 1949–1950 byl uvolněn pro funkci vedoucího Leninské politické školy Eduarda Urxe v Radvanicích. V roce 1952 se stal členem krajského výboru KSČ. Za svou činnost obdržel Řád práce, Řád republiky a Řád 25. února.

## Boj proti alkoholismu
Josef Lampa se výrazně angažoval v boji proti alkoholismu. Již před 2.světovou válkou byl členem Československého abstinentního svazu a pracoval v jeho Zemském ústředí pro Slezsko (ZÚS). Byl autorem článků, které vyzývaly k boji proti alkoholismu.

## Původ rčení
Ústně předávaná pověst, že rčení horníků „cyp jak lampa" vzniklo po nějaké osobě není doloženo. Tato historka je snadno zapamatovatelná, protože zmiňuje konkrétní osobu se vztahem k Ostravsku (hráč fotbalového klubu nebo politik). Jedná se o lidovou etymologii, která nabízí atraktivní vysvětlení, ale nebere v úvahu každodenní potýkání se horníků s hornickými lampami.